# Recinte firal d'IFEMA
El Recinte Firal d'IFEMA o Recinte Firal Juan Carlos I és un recinte firal permanent al districte de Barajas de Madrid (Espanya). És propietat de la Institució Firal de Madrid (IFEMA). Compta amb 200.000 m² coberts per a exposicions distribuïts en dotze pavellons, un centre de convencions de més de 10.000 m², així com amb espais i equipaments necessaris per a l'òptim desenvolupament de les activitats que en ell es desenvolupen, com a àrea de reunions, auditori per a 600 assistents, nombrosos restaurants i 14.000 places d'aparcament.

## Història
Va començar a operar el 1980. Durant un temps els esdeveniments organitzats per IFEMA es desenvolupaven en els pavellons d'un parc periurbà anomenat la Casa de Campo. El 1991 el rei Joan Carles va inaugurar un nou recinte firal en una zona en desenvolupament batejada com Campo de las Naciones. Amb el temps es van anar afegint pavellons al recinte. Al mateix Campo de las Naciones, al costat del recinte firal, s'hi troba el Palau de Congressos de Madrid. El Palau de Congressos Municipal va ser gestionat per l'empresa municipal Madridec (acrònim de Madrid Espacios y Congresos), que també gestionava altres espais per a esdeveniments de la ciutat. Madridec va fer fallida el 2013, va ser dissolta com a empresa i els seus actius i deutes van passar directament a l'Ajuntament.
Després de l'accident de Spanair, ocorregut el 20 d'agost de 2008, es va instal·lar un tanatori improvisat al pavelló número sis del recinte firal d'IFEMA, on van ser traslladats els cossos dels morts.

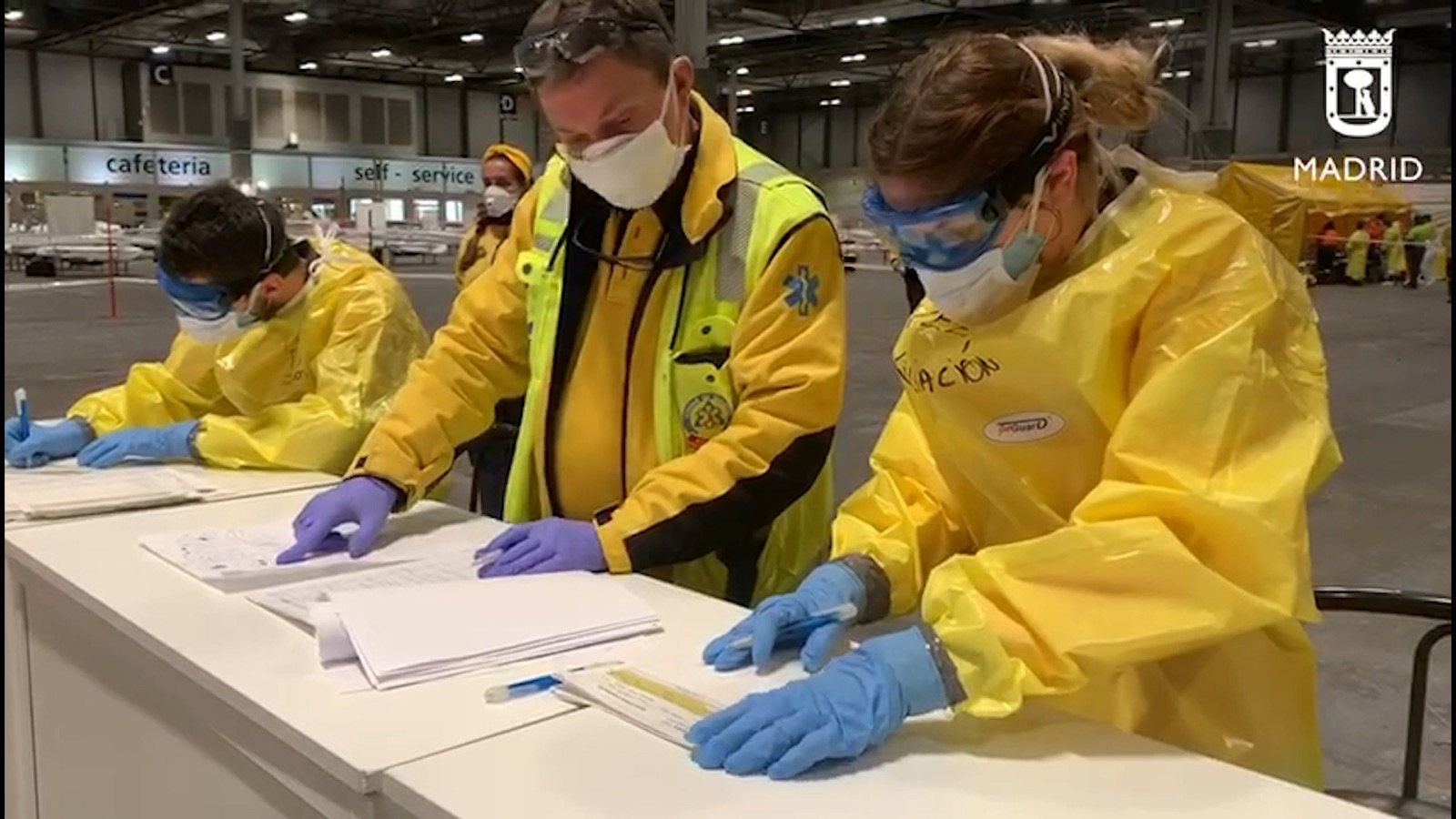
Personal sanitari a IFEMA en març de 2020

En resposta a la pandèmia de COVID-19, el 20 de març de 2020 es va anunciar la construcció conjunta d'un hospital en IFEMA per part de l'administració de la Comunitat de Madrid, el Ministeri de Sanitat i la Unitat Militar d'Emergències (UME), amb una capacitat màxima de 5000 llits i altres 500 d'UCI. Anteriorment s'havia condicionat el pavelló 14 com a alberg per a allotjar a persones sense sostre durant la pandèmia. Dos dies més tard van començar a arribar els primers pacients, i el 28 de març ja hi havia 581. A aquesta data estaven operatius els pavellons 5 i 9, el 7 ho estaria en poc temps, i l'1 i el 3 estan reservats per si fossin necessaris. El pavelló 10 està habilitat com a magatzem.

## Accessos en transport públic
Autobús
| Línia | Terminals                                                                      |
| ----- | ------------------------------------------------------------------------------ |
| 73    | Diego de León - Feria de Madrid                                                |
| 112   | Mar de Cristal - Barrio del Aeropuerto                                         |
| 122   | Avenida de América - Feria de Madrid                                           |
| SE709 | Feria de Madrid - Hospital Isabel Zendal                                       |
| 828   | Universidad Autónoma (Cantoblanco) - Alcobendas - Feria de Madrid - Canillejas |

Metro
- Estació de Feria de Madrid.